# Mandalgera, Raichur
Mandalgera là một làng thuộc tehsil Raichur, huyện Raichur, bang Karnataka, Ấn Độ.